# Patrick Cregg
Patrick Cregg (ur. 21 lutego 1986 w Dublinie) – irlandzki piłkarz, grający na pozycji pomocnika. Zawodnik klubu Montrose.

## Kariera

### Arsenal
Cregg karierę piłkarską rozpoczął w klubie Arsenal. Zadebiutował w dniu 9 listopada 2004 w wygranym meczu Pucharu Ligi przeciwko drużynie Everton, zmieniając w 89 minucie Arturo Lupoli. W przeciągu 2 lat rozegrał 6 spotkań, wszystkie w Pucharze Ligi.

### Falkirk
W styczniu 2006 Cregg przeniósł się do Falkirk grającego w Scottish Premier League rozgrywając tam ponad 100 ligowych spotkań. Ostatnim występem w tym klubie był przegrany finałowy mecz Pucharu Szkocji.

### Hibernian
W lecie 2009 podpisał kontrakt z klubem Hibernian.